# Ione (Nereide)
Ione (altgriechisch Ἰόνη) ist in der griechischen Mythologie eine Tochter des Nereus und der Okeanide Doris und somit eine der Nereiden.
Sie wird nur im Nereidenkatalog der Bibliotheke des Apollodor erwähnt. Den entsprechenden Aufzählungen bei Homer, Hesiod und Hyginus Mythographus ist sie unbekannt.